# Two Steps from Hell
Two Steps from Hell (deutsch Zwei Schritte vor der Hölle) war ein Unternehmen, das Musik für Film- und Computerspiel-Trailer sowie teils für Filme selbst produziert. Es wurde 2006 von Nick Phoenix und Thomas Bergersen gegründet und hat seinen Sitz im US-amerikanischen Santa Monica.
Am 8. April 2024 gab Two Steps from Hell über Facebook bekannt, dass die beiden Gründer Thomas Bergersen und Nick Phoenix sich dazu entschlossen haben, unterschiedliche Wege zu gehen.

## Rezeption
Die Musikstücke wurden in zahlreichen Trailern und Filmen verwendet, u. a. in Avatar – Aufbruch nach Pandora, Harry Potter und der Orden des Phönix, Star Wars: The Clone Wars, Star Trek, The Dark Knight, 2012, X-Men: Der letzte Widerstand, Prince of Persia: Der Sand der Zeit, Indiana Jones und das Königreich des Kristallschädels, Saw 3D – Vollendung, Anna Karenina und auch Die Chroniken von Narnia: Die Reise auf der Morgenröte wie auch in Computerspielen wie Mass Effect 2 und der britischen Fernsehserie Doctor Who sowie für den Trailer von Breaking Dawn – Biss zum Ende der Nacht, Teil 1, dem vierten Teil der Twilight-Saga oder als Titelmusik für die Fernsehshow Crash Games – Jeder Sturz zählt!.
Der Titel Heart of Courage wurde bei der Fußball-Europameisterschaft 2012 und bei einigen Spielen der Champions League als Einlaufmusik gespielt und wird auch von den Fußballvereinen Werder Bremen, FC Ingolstadt und SV Darmstadt 98, seit Juli 2013 von den Zweitligisten SV Sandhausen (seit 2023 drittklassig) und dem SC Paderborn 07 sowie den Regionalligisten Alemannia Aachen und VfB Eichstätt zu diesem Zweck verwendet. Auch der Schweizer Unihockey-Verein UHC Waldkirch-St. Gallen verwendet den Titel Heart of Courage als Einlaufmusik. In der Handball-Bundesliga findet das Lied als Einlaufmusik der HSG Wetzlar Verwendung. In der Deutschen Eishockey Liga benutzten die Schwenninger Wild Wings sowie die Düsseldorfer EG dieses Stück als Teil ihres Intros der Saison 2014/15, des Weiteren findet es Verwendung in verschiedenen Fernsehwerbespots, so auch in einigen Werbespots von Segmüller. Der Titel ist ebenfalls die Intromusik der Online-Show 7 vs. Wild. Bei der einmal jährlich stattfindenden SWR1 Rheinland-Pfalz Hitparade wird das Lied als Hintergrundmusik verwendet.
Mehrere Alben wurden auch der Öffentlichkeit zugänglich gemacht bzw. als kaufbares Album herausgegeben. Illusions, ursprünglich als Nemesis II bezeichnet, wurde als eigenständige Veröffentlichung unter dem Namen von Bergersen publiziert. Selbiges gilt für Sun. Tracks aus diesen eigenständigen Alben fanden z. B. in Trailern für Cloud Atlas und Interstellar Verwendung.
Für 2020 waren erstmals europaweite Konzerte mit großem Orchester geplant. Diese wurden aufgrund der COVID-19-Pandemie vorerst auf 2022 verschoben.
Die europäischen Konzerte wurden zusammen mit dem ukrainischen Odessa Opera Orchestra und dem polnischen ReChoir Chor durchgeführt.
Am letzten Tag des Wacken Open Air 2023 wurde ein ungefähr einstündiges Set auf der Harder-Stage gezeigt. Der Auftritt wurde mit der ersten Welle der Bands im Sommer 2022 angekündigt.

## Namensherkunft
Bei der Gründung war Bergersen auf der Suche nach einem Namen, der Aufmerksamkeit erregen würde, frei nach dem Motto „jegliche PR ist gute PR“. Die Idee für den Namen kommt von einem norwegischen Nachtclub, der damit laut Bergersen wohl ein ähnliches Ziel verfolgte.

## Diskografie
| - Volume 1 (2006) - Shadows and Nightmares (2006) - Dynasty (2007) - All Drums Go to Hell (2007) - Pathogen (2007) - Nemesis (2007) - Dreams & Imaginations (2008) - Legend (2008) - Ashes (2008) - The Devil Wears Nada (2009) - Power of Darkness (2010) - All Drones Go to Hell (2010) - Illumina (2010) - Sinners (2010) - Faction (2011) - Balls to the Wall (2011) - Nero (2011) - Two Steps from Heaven (2012) - Skyworld (2012) - Burn (2012) - Solaris (2013) - Orion (2013) - Cyanide (2013) - Crime Lab (2013) - Battlecry (2015) | - Invincible (2010) - Illusions (2011; Thomas Bergersen, auch bekannt als Nemesis II) - Archangel (2011) - Halloween (2012) - Demon's Dance - SkyWorld (2012) - Classics Vol. 1 (2013) - Speed of Sound (2013; Nick Phoenix Album) - Miracles (2014) - Colin Frake on Fire Mountain (2014) - Sun (2014; Thomas Bergersen) - Battlecry (2015), später Battlecry Anthology (2017) - Classics Vol. 2 (2015) - Vanquish (2016) - Nero Anthology (2017) - Heaven Anthology (2017) - Power of Darkness Anthology (2017) - Unleashed (2017) - American Dream (2018; Thomas Bergersen) - Illumina Anthology (2018) - Dragon (2019) - Seven (2019; Thomas Bergersen) - Orion (2019) - Humanity – Chapter 1 (2020; Thomas Bergersen) - Humanity – Chapter 2 (2020; Thomas Bergersen) - Humanity – Chapter 3 (2021; Thomas Bergersen) - Humanity – Chapter 4 (2021; Thomas Bergersen) - Myth (2022) - Humanity – Chapter 5 (2023; Thomas Bergersen) |